# Gębarzewo (stacja kolejowa)
Gębarzewo – stacja kolejowa w Gębarzewie, w województwie wielkopolskim, w powiecie gnieźnieńskim w Polsce.

## Ruch pasażerski
| Rok  | Wymiana pasażerska na dobę |
| ---- | -------------------------- |
| 2017 | –                          |
| 2022 | 0-9                        |

## Historia
Stacja położona jest w pobliżu Zakładu Karnego w Gębarzewie, w odległości ok. 2 km od wsi. Posiada mocno rozbudowany układ torowy. 

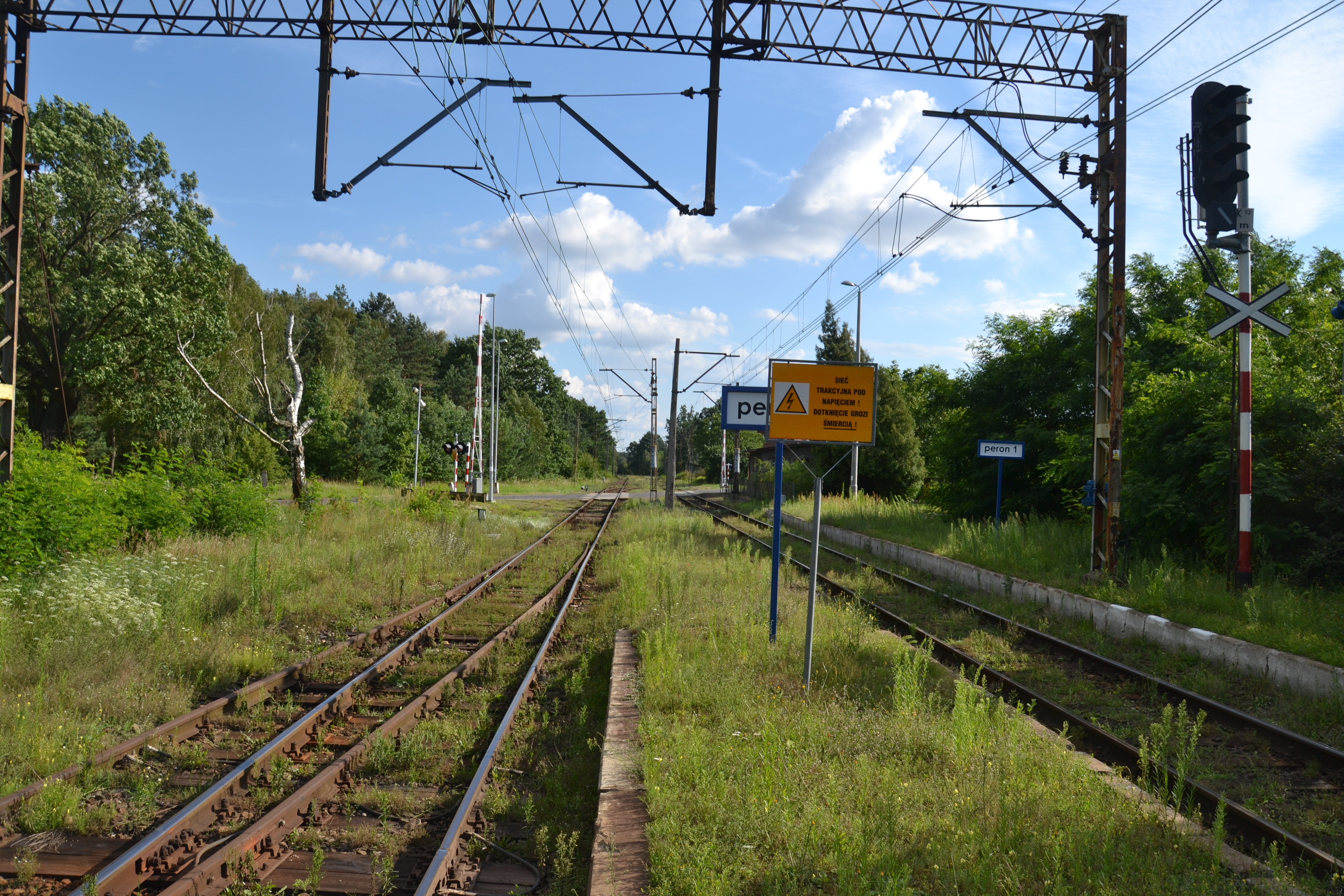
Perony przed modernizacją
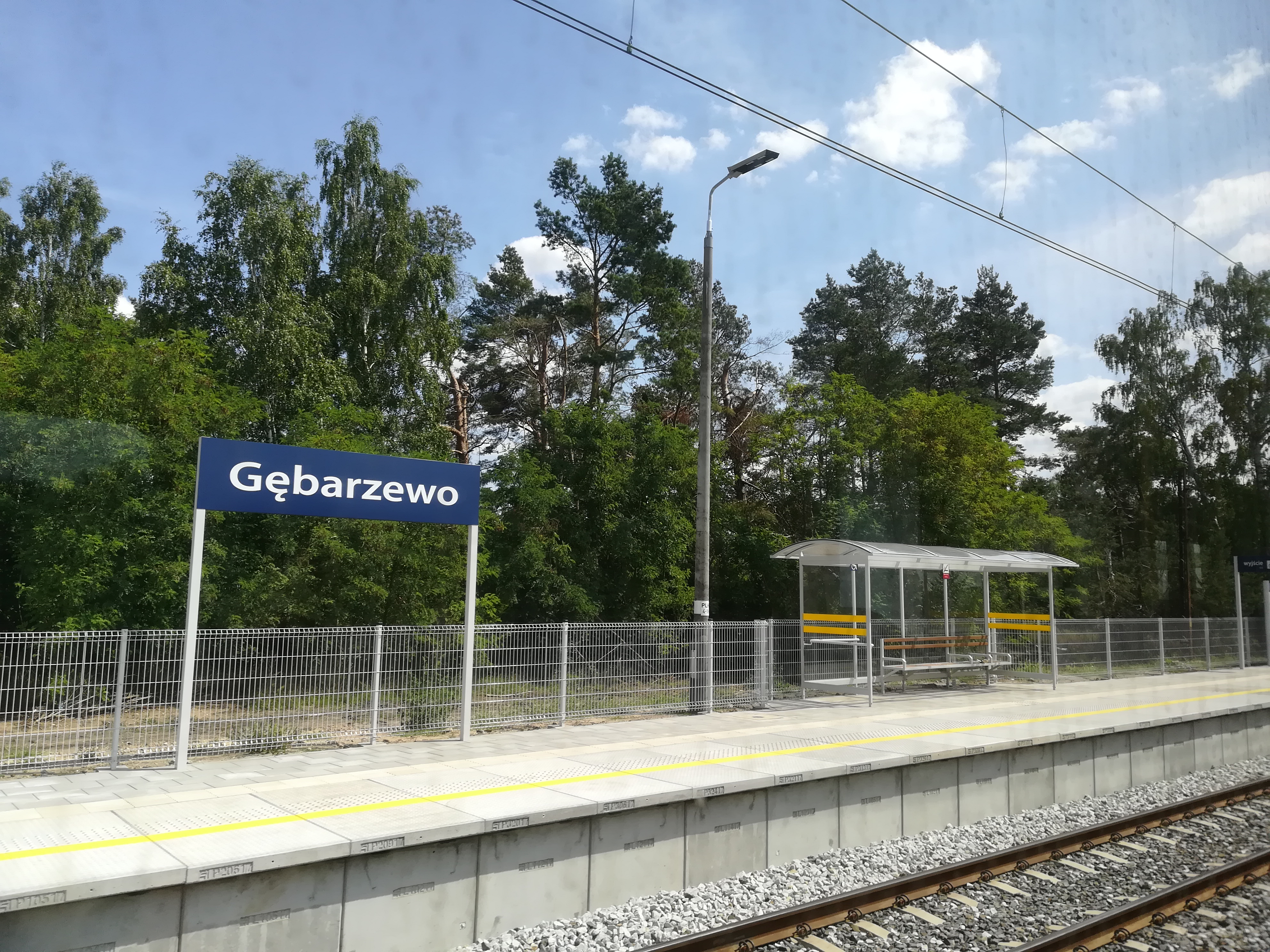
Perony po modernizacji w 2018

Znajdowała się tutaj fabryka podkładów kolejowych (do końca lat 70. XX wieku), gdzie zatrudnionych było wielu więźniów z pobliskiego zakładu karnego. W okolicach Gębarzewa istniał również poligon Ludowego Wojska Polskiego. Stacja była rozbudowana w ramach niemieckiego programu Otto w 1942 roku – stacje w pobliżu Gniezna miały zapewnić rezerwę dla pociągów i mocno przeciążonej stacji w Gnieźnie. W tym samym okresie rozbudowano tory postojowe m.in. również na przystanku osobowym Gniezno Winiary. W pobliżu stacji znajduje się Kierownictwo Zmechanizowanych Robót Nawierzchniowych ZRK "DOM" Poznań. Obecnie przez Gębarzewo przejeżdżają pociągi osobowe relacji Gniezno-Jarocin Kolei Wielkopolskich oraz towarowe.